# Anna van Brandenburg

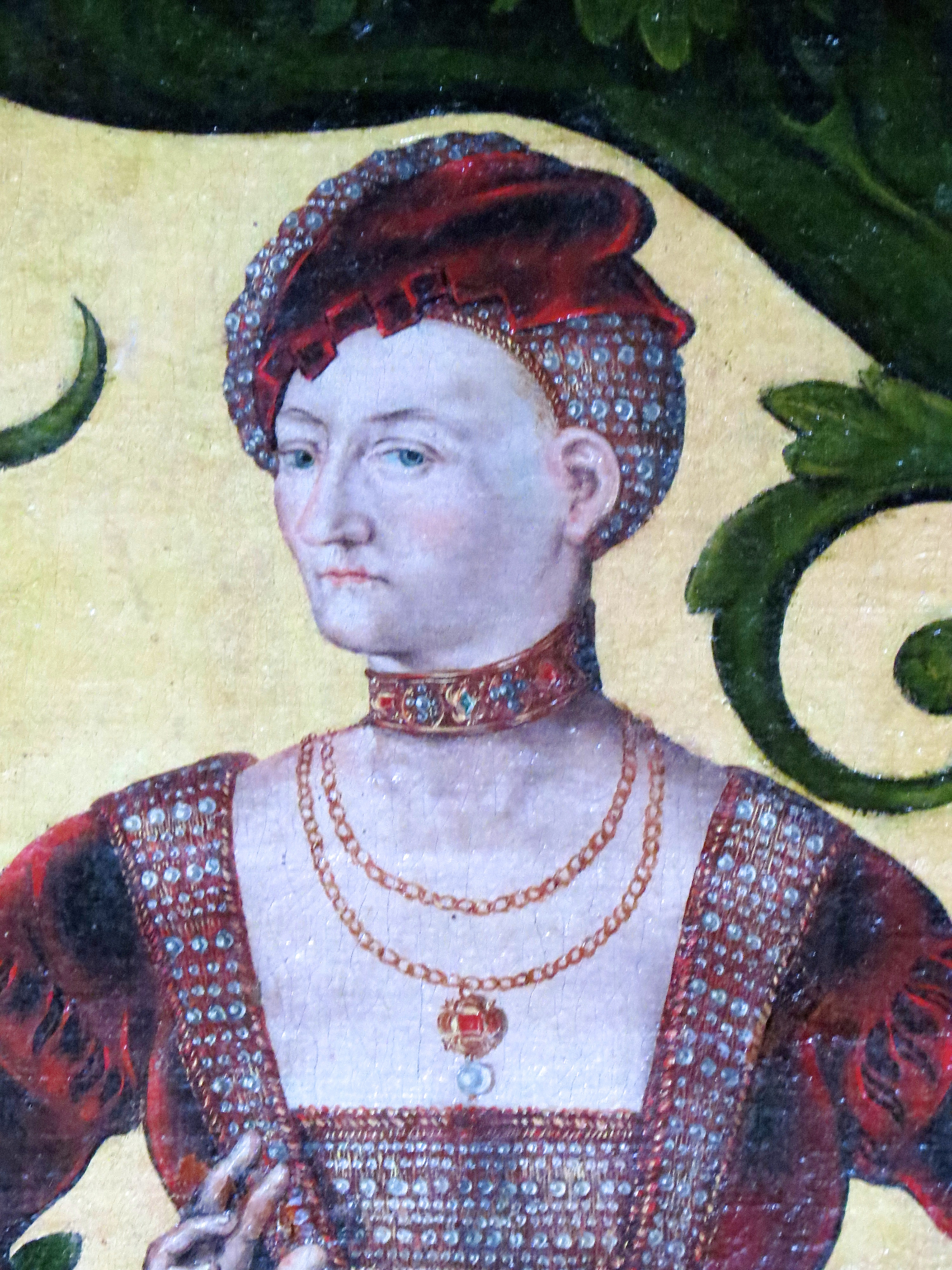
Anna van Brandenburg.

Anna van Brandenburg (Berlijn, 27 augustus 1487 - Kiel, 3 mei 1514) was van 1502 tot aan haar dood hertogin van Sleeswijk-Holstein. Ze behoorde tot het huis Hohenzollern.

## Levensloop
Anna was de oudste dochter van keurvorst Johann Cicero van Brandenburg uit diens huwelijk met Margaretha van Saksen, dochter van hertog Willem III van Saksen.
Rond 1495 begon haar vader onderhandelingen met het huis Jagiello om Anna en haar broer Joachim I Nestor uit te huwelijken aan leden van deze dynastie. De onderhandelingen leverden echter geen resultaat op. Na de dood van Johann Cicero in 1499 werden Anna, Joachim I Nestor en hun andere minderjarige broers en zussen onder de voogdij van hun oom Frederik I van Brandenburg-Ansbach geplaatst. Die keek voor eventuele huwelijkspartners naar het Deense koningshuis, waarmee hij verwant was. Zijn tante Dorothea was immers gehuwd met koningen Christoffel III en Christiaan I van Denemarken. In 1500 werd een huwelijksverdrag gesloten waarbij Anna werd uitgehuwelijkt aan Frederik I (1471-1533), zoon van Christiaan I en Dorothea en hertog van Sleeswijk-Holstein. In 1523, lang na Anna's dood, werd hij ook koning van Denemarken. Voor het huwelijk moest pauselijke dispensatie verleend worden, gezien de nauwe verwantschap tussen de verloofden.
Op 10 april 1502 vond in Stendal de bruiloft van Anna en Christiaan I plaats, tegelijk met die van haar broer Joachim en Elisabeth, dochter van koning Johan van Denemarken. Na het huwelijk kreeg Anna als lijfrente ambt, stad en slot van Kiel toegewezen. Samen met haar echtgenoot resideerde ze op het Slot van Gottorp. Ook begeleidde ze hem meermaals op reizen en was ze als innemende hertogin zeer geliefd bij de bevolking van Sleeswijk-Holstein.
Anna was nog zeer jong toen ze moeder werd van een zoon en een dochter, hetgeen haar gezondheid geen goed deed. Op haar 22ste kreeg ze tuberculose en in mei 1514 stierf ze op 26-jarige leeftijd, tijdens de 28ste week van haar derde zwangerschap. Anna van Brandenburg werd bijgezet in het klooster van Bordesholm.

## Nakomelingen
Anna van Brandenburg en haar echtgenoot Frederik kregen twee kinderen:
- Christiaan III (1503-1559), koning van Denemarken en Noorwegen
- Dorothea (1504-1547), huwde in 1526 met hertog Albrecht van Pruisen